# Numidio Quadrato

Numidio Quadrato is een metrostation in het stadsdeel municipio VII van de Italiaanse hoofdstad Rome. Het station werd geopend op 16 februari 1980 en wordt bediend door lijn A van de metro van Rome.

## Geschiedenis
Al in 1941 lag er een voorstel om de tramlijn op de via Tuscolana te vervangen door een metro maar de ligging van de stations was, op Porta Furba na, echter niet vastgelegd. In het tracébesluit van 1959 werden 15 stations opgenomen tussen Termini en Osteria del Curato waaronder Numidio Quadrato. De aanleg van de lijn begon in 1963 en zou in 1966/67 gereed zijn. Herzieningen bij de tunnelbouw onder de Via Appia Nuova leidden ertoe dat de lijn pas in de zomer 1979 werd opgeleverd. Het ontwerp van het station werd tijdens de bouw in de jaren 70 aangepast in verband met de ringlijn D die destijds op de tekentafel stond. 

## Ligging en inrichting
Het station onder het kruispunt van de Via Tuscolana en de Via Scribonio Curione is genoemd naar de Romeinse consul Marcus Ummidius Quadratus omdat vroeger een naar hem genoemde straat in de buurt van het station lag. In verband met de plannen voor lijn D is niet het standaardontwerp met een gemeenschappelijke verdeelhal gebruikt. Het ontwerp kent twee verdeelhallen die direct op het perron aansluiten, elk voor een richting. Vanuit deze hallen zouden ook de perrons van de dieper gelegen lijn D bereikbaar zijn. Hiermee zouden er optimale overstapmogelijkheden binnen het kruisingsstation zijn gerealiseerd. De plannen voor lijn D werden rond het jaar 2000 gewijzigd waarbij onder andere het deel bij Numidio Quadrato verviel. De verdeelhal voor de metro's naar het zuiden is bereikbaar via trappen aan de Via Scribonio Curione, terwijl de reizigers richting centrum bij de via Cartagine naar binnen moeten. Het station is opgesierd met mozaïeken die in het kader van de Artemetro-Roma prijs zijn aangebracht.